# Karl Fröman
Karl August Fröman, född 6 mars 1878 i Stockholm, död 3 september 1959, var en svensk väg- och vattenbyggnadsingenjör. Han var son till Otto Fröman och bror till Nils Fröman. 
Efter avgångsexamen från Kungliga Tekniska högskolan 1901 var Fröman ingenjör vid Gävle stads byggnadskontor 1901–02, arbetschef vid Finspång 1902–03 och ingenjör vid Stockholms vattenledningars nybyggnad i Norsborg 1903–04. Han var anställd i USA 1904–06, arbetschef vid Trollhättans stads vatten- och avloppsledningsanläggningar 1906–08, avdelningsingenjör vid Trollhätte kraftstations byggnad 1908–09, arbetschefsassistent i Trollhättan 1909–10, överingenjörsrassistent vid Vattenfallsstyrelsen 1911–19, extra föredragande 1919 och byråchef i Statens Vattenfallsverk från 1920, generalsekreterare i Svenska Teknologföreningen sedan 1915, sekreterare i Föreningen för inre vattenvägar från 1927. Han författade artiklar i  bland annat Teknisk Tidskrift och Nordisk familjebok.